# Elaphomyces

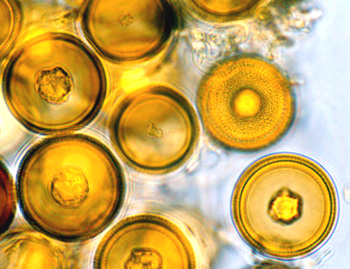
Spore di E. granulatus

Il genere Elaphomyces Nees, Syn. pl. mycet.: 68 (1820) comprende poco meno di 25 specie europee ipogee appartenenti alla classe degli Ascomiceti, con spore per lo più bruno-violacee, bruno scure, sferoidali.
Gli ascocarpi, che non superano di solito 3–4 cm di diametro, hanno forma sferoidale-globulosa, sovente con gibbosità, ed un peridio a doppio strato; il colore varia da ocraceo a bruno fuligginoso.
Gli Elaphomyces non godono di molta stima dal punto di vista alimentare, anche se alcune specie vengono regolarmente consumate.

## Specie di Elaphomyces
La specie tipo del genere Elaphomyces è l'Elaphomyces officinalis Nees (1820)
Ecco alcune specie appartenenti al genere:
- Elaphomyces aculeatus Vittad. (1831)
- Elaphomyces anthracinus Vittad. (1831)
- Elaphomyces citrinus Vittad. (1831)
- Elaphomyces cyanosporus Tul. & C. Tul. (1851)
- Elaphomyces decipiens Vittad.
- Elaphomyces echinatus Vittad. (1842) = Elaphomyces morettii var. echinatus (Vittad.) Ceruti (1960)
- Elaphomyces granulatus Fr. (1829)
- Elaphomyces japonicus Lloyd (1916) [as 'japonica']
- Elaphomyces leveillei Tul. & C. Tul. (1841)
- Elaphomyces morettii Vittad. (1831)
- Elaphomyces muricatus Fr. (1829)
- Elaphomyces mutabilis Vittad.
- Elaphomyces persoonii Vittad.
- Elaphomyces variegatus Vittad. (1831)
- Elaphomyces virgatosporus Hollós
- Elaphomyces viridiseptum Trappe & Kimbr. (1972)